# ロスキレ・フェスティバル
ロスキレ・フェスティバル（Roskilde Festival、ロスキルド・フェスティバル）は、デンマークのロスキレにて毎年行なわれている野外音楽フェスティバル。一般的にはロスキレ（Roskilde）と簡略化されて呼称される。広大な敷地に6月末から7月初頭にかけ1週間もの長期にわたって開催される、北欧最大の音楽フェスティバルである。

## 概要

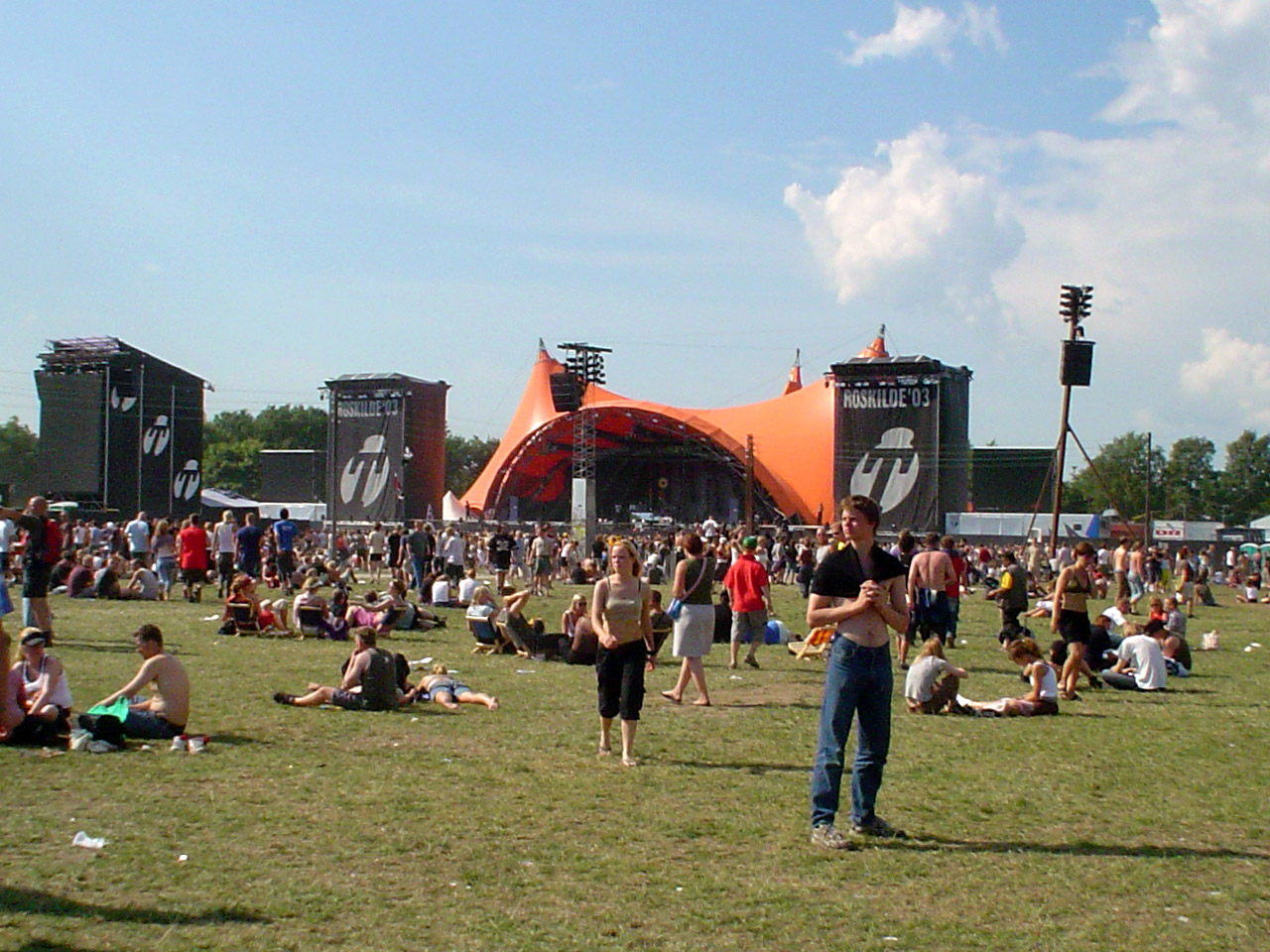
フェスティバルの会場（2003年）

ヨーロッパ最古の老舗フェスティバルとして知られるこの音楽祭典がスタートしたのは1971年のことで、2人の大学生有志によって作られた非営利の音楽イベントが出発である。開催当初は、当時のヒッピー文化を反映したイベントであったが、開催を重ねるにつれ世界的なミュージシャンが出演する巨大フェスティバルへと拡大していき、現在ではグラストンベリーなどと並び、欧州5大フェスに数えられる。
日本人ミュージシャンではグロテスクパンチパーマス（G.P.P）が初出演のちに1998年にピチカート・ファイヴ、1999年に布袋寅泰、2005年に東京スカパラダイスオーケストラ、2024年にLOVEBITESが出演。

## 主な出演者
主にヘッドライナーのみ記載。太字がメインステージのヘッドライナー。
- 1971年
  - Strawbs, Gasolin', Mick Softley & Sebastian
- 1972年
  - ザ・キンクス, Sha Na Na & Family
- 1973年
  - Canned Heat, Gasolin', Fumble & Fairport Convention
- 1974年
  - Status Quo, Incredible String Band, Savage Rose & Camel
- 1975年
  - ラヴィ・シャンカル, Focus, Mickey Baker & Procol Harum
- 1976年
  - ウェザー・リポート, Steeleye Span & Dr. Hook
- 1977年
  - The Chieftains, John Miles, イアン・ギラン & ドクター・フィールグッド
- 1978年
  - ボブ・マーリー, Dave Swarbrick & エルヴィス・コステロ
- 1979年
  - ジェフ・ベック & スタンリー・クラーク, トーキング・ヘッズ & Taj Mahal
- 1980年
  - サンタナ, Joan Armatrading, Dan Ar Bras & Steel Pulse
- 1981年
  - Ian Dury, Robert Palmer, UB40, Toots & the Maytals & Saga
- 1982年
  - U2, マイク・オールドフィールド, Osibisa & ジャクソン・ブラウン
- 1983年
  - シンプル・マインズ, 10cc, スーサイド・ジョニー & King Sunny Adé
- 1984年
  - ルー・リード, ポール・ヤング, ザ・バンド, ザ・スミス & Björn Afzelius
- 1985年
  - レナード・コーエン, ポール・ヤング, ラモーンズ, ザ・クラッシュ & ザ・キュアー
- 1986年
  - エリック・クラプトン, メタリカ, フィル・コリンズ, マッドネス & エルヴィス・コステロ
- 1987年
  - イギー・ポップ, ヨーロッパ, ザ・プリテンダーズ, ヴァン・モリソン & ソニック・ユース
- 1988年
  - スティング, INXS, ブライアン・アダムス, レナード・コーエン & TOTO
- 1989年
  - エルヴィス・コステロ, ジョー・コッカー & カトリーナとザ・ウェーブズ
- 1990年
  - ボブ・ディラン, ザ・キュアー, Midnight Oil & Sinéad O'Connor
- 1991年
  - アイアン・メイデン, ビリー・アイドル, イギー・ポップ, オールマン・ブラザーズ, ポール・サイモン & プライマス
- 1992年
  - ニルヴァーナ, パール・ジャム, フェイス・ノー・モア, デヴィッド・バーン,
- 1993年
  - レイ・チャールズ, ヴェルヴェット・アンダーグラウンド & バッド・レリジョン
- 1994年
  - エアロスミス, レイジ・アゲインスト・ザ・マシーン, ZZトップ & ピーター・ガブリエル
- 1995年
  - R.E.M., エルヴィス・コステロ, ザ・キュアー, スウェード, ヴァン・ヘイレン & オアシス
- 1996年
  - セックス・ピストルズ, デヴィッド・ボウイ, ノー・ダウト & レイジ・アゲインスト・ザ・マシーン
- 1997年
  - フィッシュ, スマッシング・パンプキンズ, レディオヘッド, ニック・ケイヴ, プライマス
- 1998年
  - ビースティ・ボーイズ, ボブ・ディラン, イギー・ポップ , クラフトワーク
- 1999年
  - R.E.M., ブロンディ, メタリカ, スウェード, ロビー・ウィリアムズ, ザ・レジデンツ , マリリン・マンソン
- 2000年
  - オアシス, ナイン・インチ・ネイルズ, ペット・ショップ・ボーイズ,  ルー・リード, パール・ジャム , アイアン・メイデン
- 2001年
  - ロビー・ウィリアムズ, ボブ・ディラン, トゥール , ニック・ケイヴ
- 2002年
  - レッド・ホット・チリ・ペッパーズ, ラムシュタイン , ペット・ショップ・ボーイズ
- 2003年
  - ビョーク, メタリカ, コールドプレイ, マッシヴ・アタック, ブラー , アイアン・メイデン
- 2004年
  - サンタナ, ウータン・クラン, ミューズ, N*E*R*D, Korn, スリップノット , イギー・ポップ
- 2005年
  - ブラック・サバス, グリーン・デイ, オーディオスレイヴ, フー・ファイターズ, デュラン・デュラン,  ブライアン・ウィルソン
- 2006年
  - ボブ・ディラン, ガンズ・アンド・ローゼズ, トゥール, カニエ・ウェスト, ロジャー・ウォーターズ
- 2007年
  - ザ・フー, ビースティ・ボーイズ, レッド・ホット・チリ・ペッパーズ, ティエスト, ミューズ, クイーンズ・オブ・ザ・ストーン・エイジ , ビョーク
- 2008年
  - ジェイ・Z, レディオヘッド, ニール・ヤング, キングス・オブ・レオン, ケミカル・ブラザーズ, ジューダス・プリースト
- 2009年
  - コールドプレイ, ペット・ショップ・ボーイズ, オアシス, ナイン・インチ・ネイルズ, カニエ・ウェスト, フェイス・ノー・モア
- 2010年
  - プリンス, ゴリラズ, ミューズ, ジャック・ジョンソン, アリス・イン・チェインズ, モーターヘッド
- 2011年
  - アークティック・モンキーズ, アイアン・メイデン, キングス・オブ・レオン, ストロークス, PJ ハーヴェイ, M.I.A.

## ギャラリー

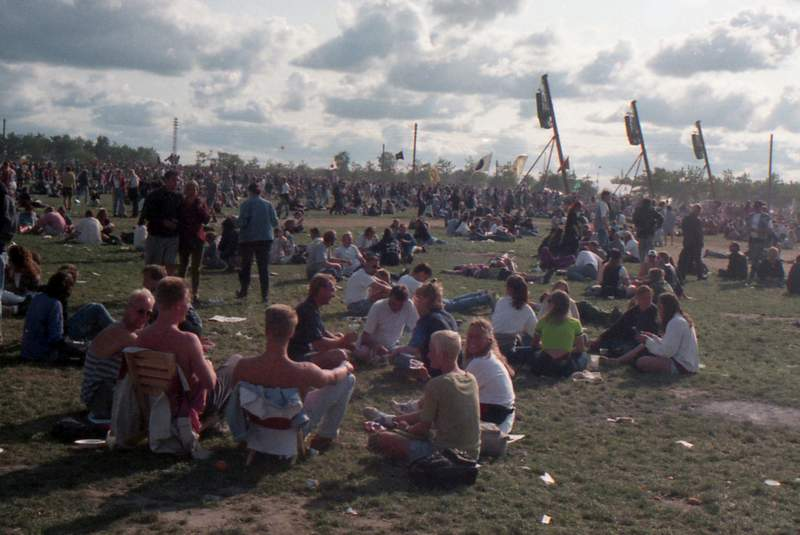
1995
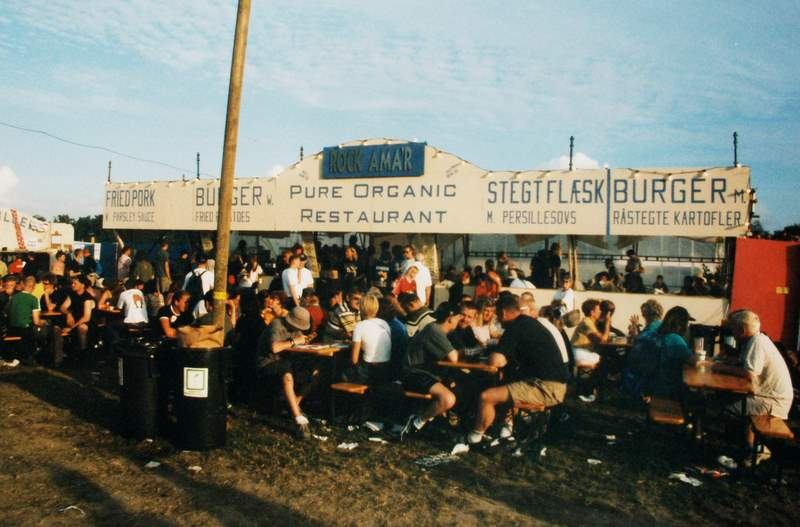
1999
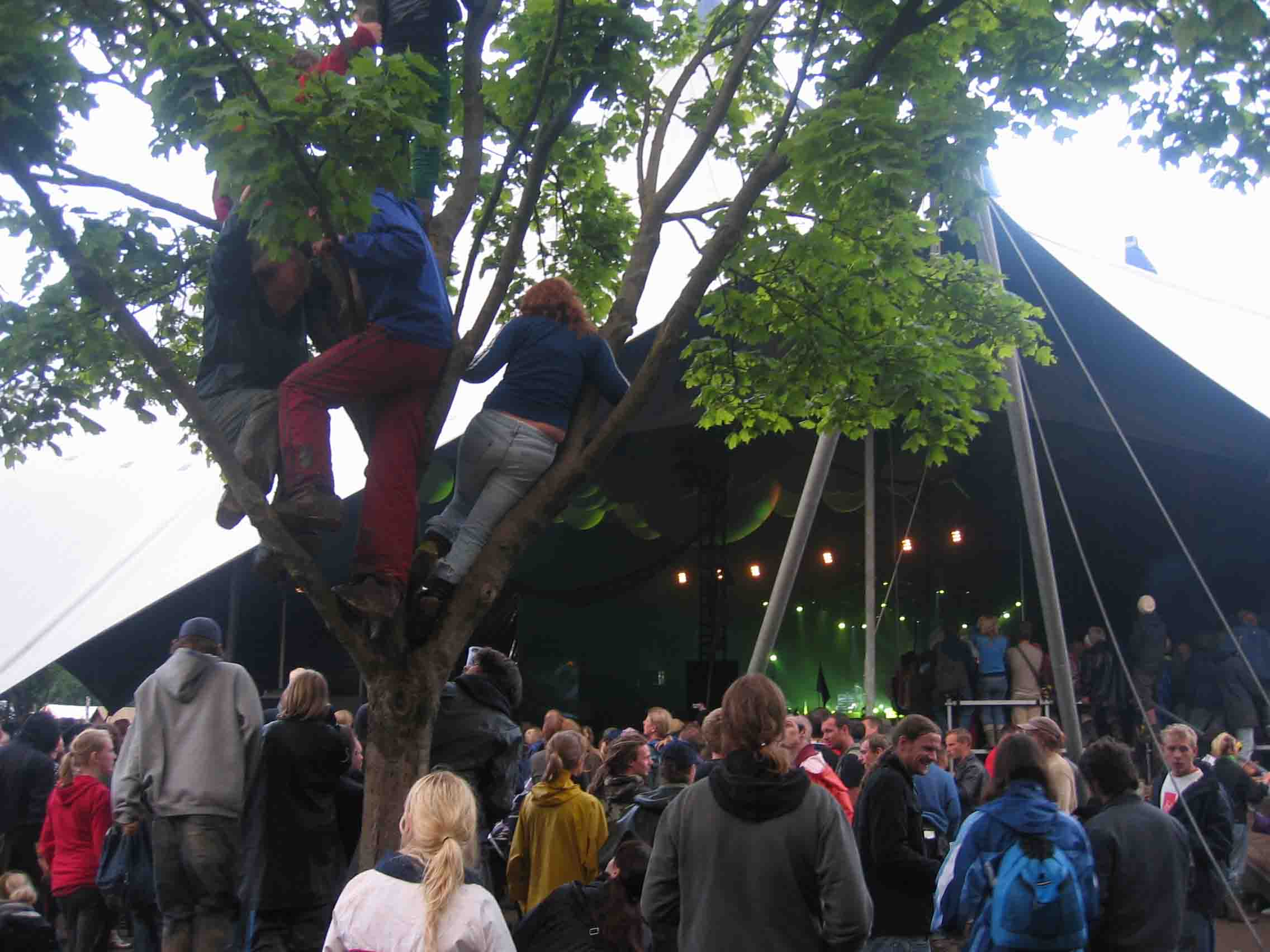
2004
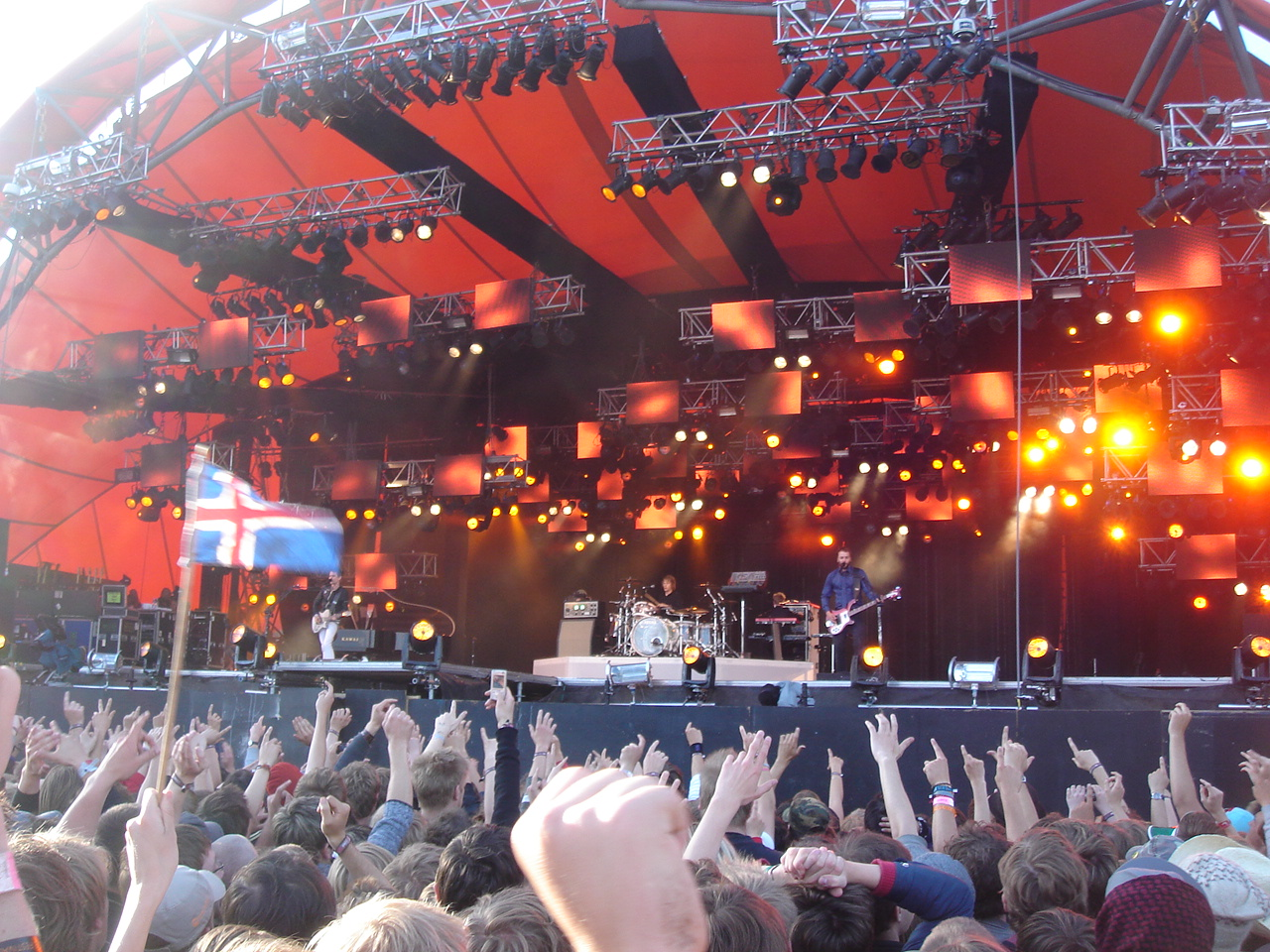
2007
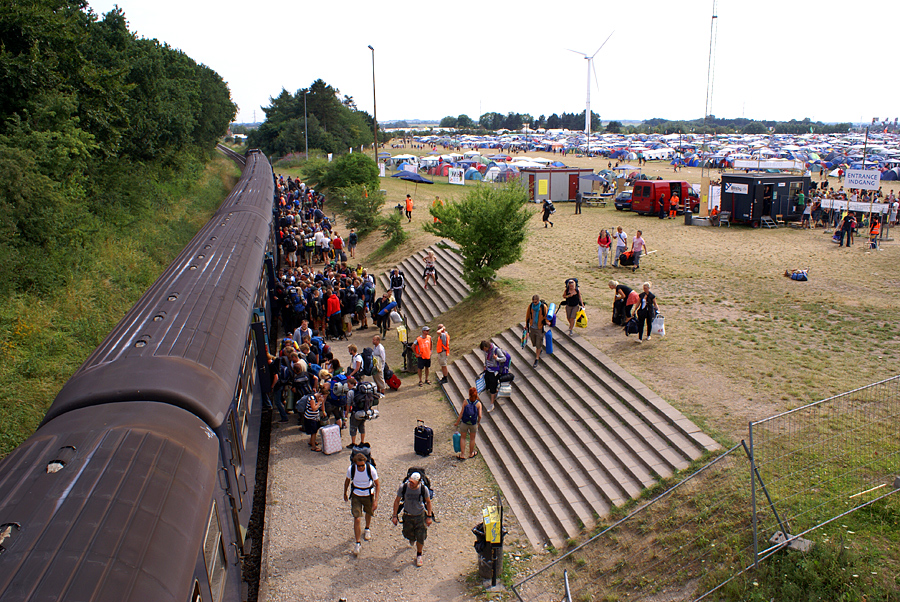
2008
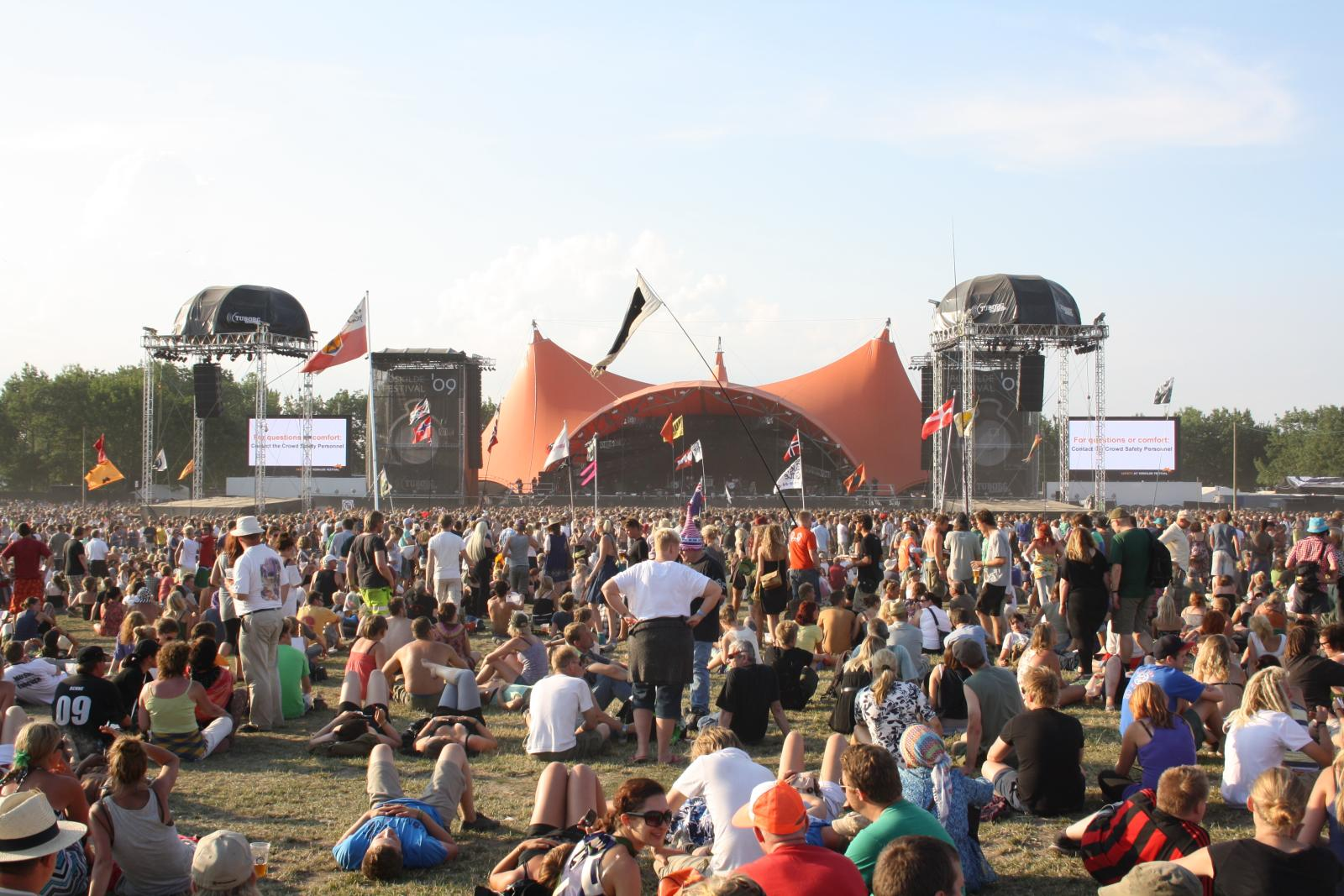
2009
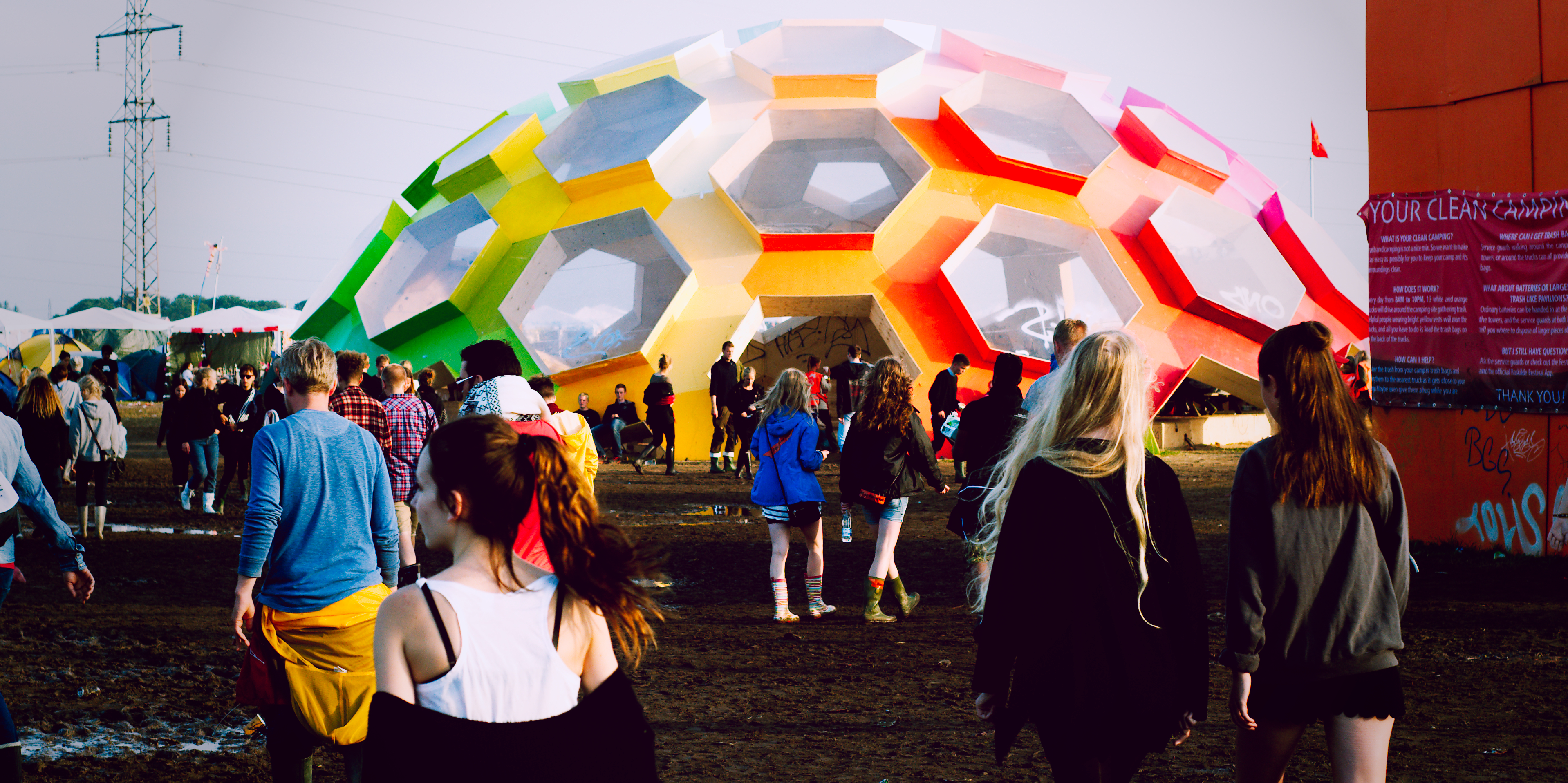
2012
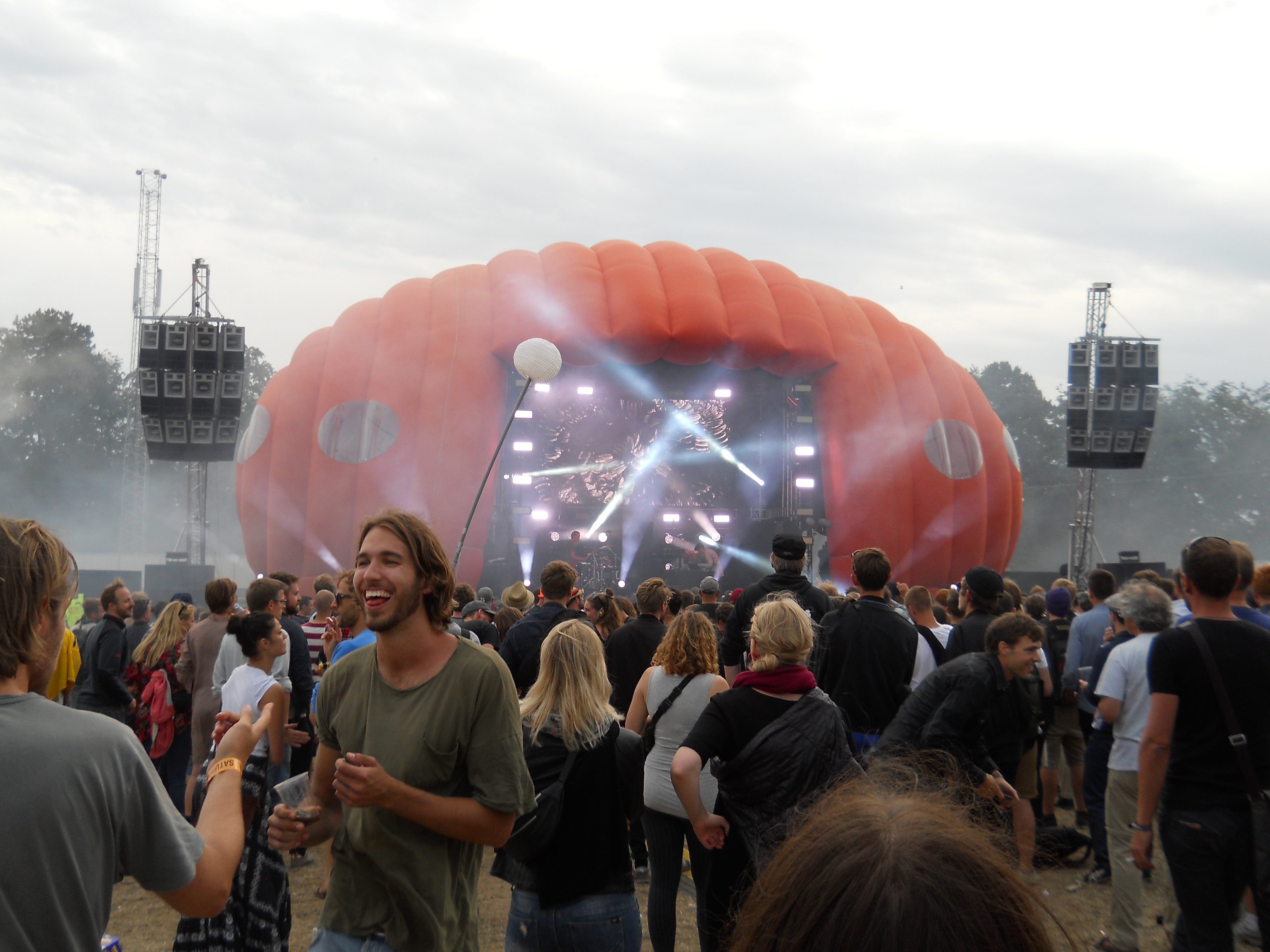
2014
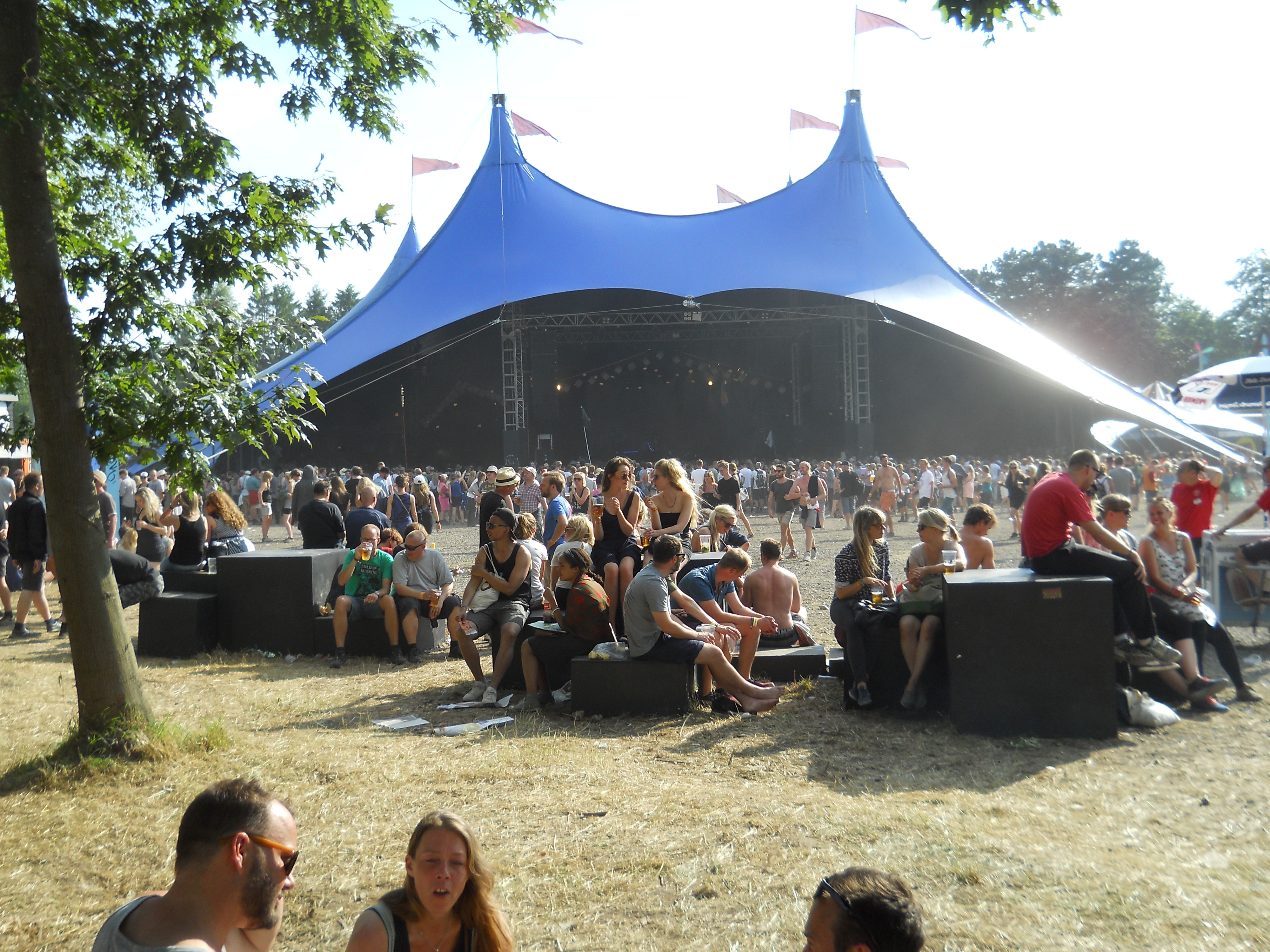
2014
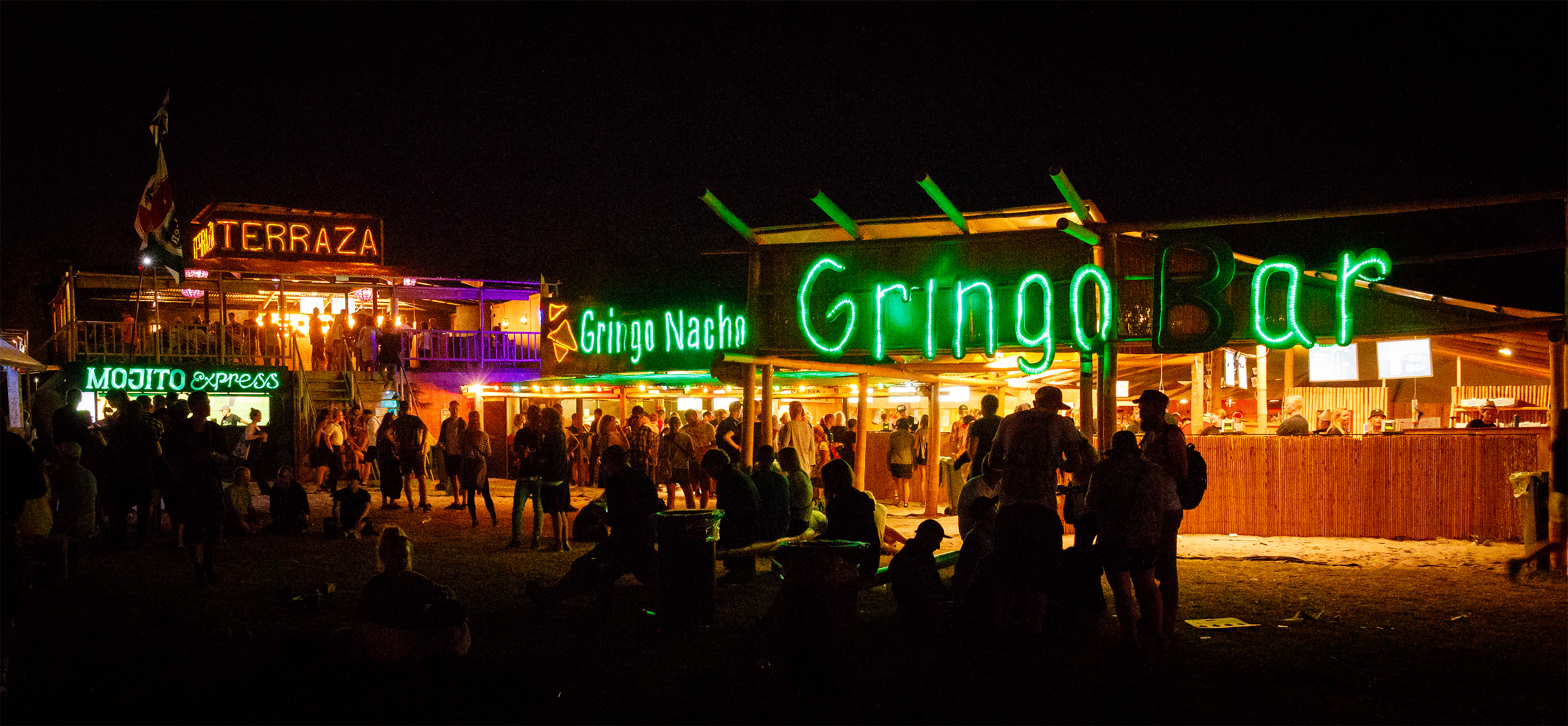
2015
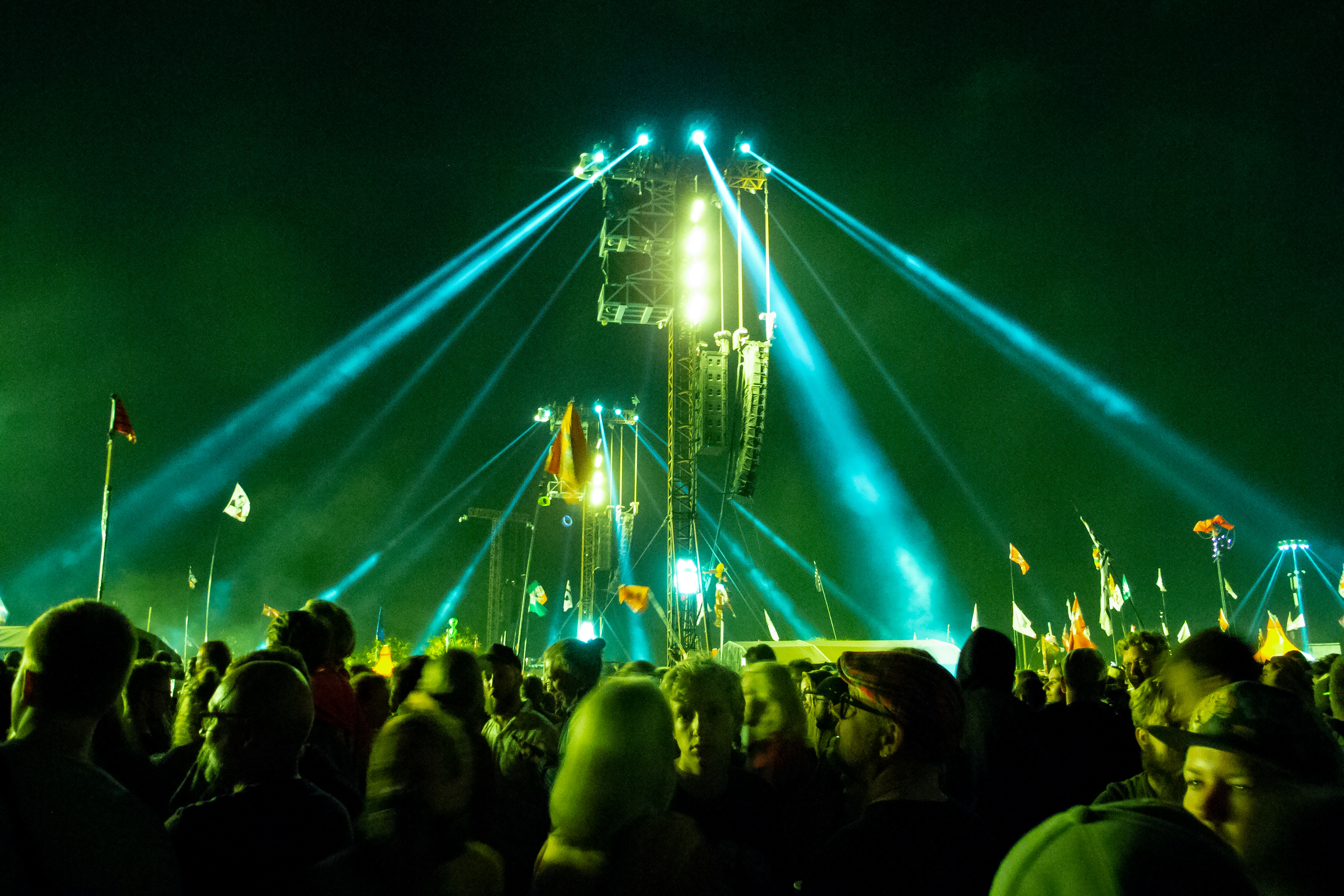
2018